# Kerim Alıcı
Kerim Alıcı (* 24. Juni 1997 in Izmir) ist ein türkischer Fußballspieler. Er ist der Zwillingsbruder von Barış Alıcı.

## Karriere

### Verein
Alıcı kam in Bornova, einem Stadtteil der westtürkischen Millionenmetropole Izmir, auf die Welt. Hier begann er mit dem Vereinsfußball in der Jugend von Bergama Gençlerbirliği. Anschließend spielte er für die Nachwuchsabteilungen von Bucaspor und Altınordu Izmir.
Zur Saison 2015/16 wurde er erst am Training der Profimannschaft beteiligt und gab schließlich am 3. Dezember 2014 in der Pokalbegegnung gegen Bayburt Grup İl Özel İdare GS sein Profidebüt. Im Juli 2014 hatte er von seinem Klub auch einen Profivertrag erhalten.
2020 wechselte er zu Göztepe Izmir, wurde aber zunächst an Boluspor verliehen. Im September 2022 sicherte sich Hatayspor die Dienste Alıcıs.

### Nationalmannschaft
Alıcı startete seine Nationalmannschaftskarriere im Februar 2015 mit einem Einsatz für die türkische U-18-Nationalmannschaft.